# Wielki Wschód Polski
Wielki Wschód Polski (WWP) – zakon-stowarzyszenie wolnomularskie nurtu liberalnego działające w Polsce. Przyjmuje zarówno mężczyzn, jak i kobiety, jedna z pięciu polskich obediencji masońskich. Opiera się przede wszystkim na rycie (obrządku) francuskim. Należy do racjonalistycznego nurtu masonerii.
Stowarzyszenie określa się jako filantropijne, filozoficzne i postępowe. Wytycza sobie następujące zadania: poszukiwanie prawdy, pogłębianie moralności, stosowanie solidarności. Oficjalnym celem WWP jest praca nad poprawą sytuacji materialnej i moralnej społeczeństw oraz doskonaleniem umysłowym i społecznym ludzkości. Zasady, którymi się rządzi to: wzajemna tolerancja, poszanowanie innych i samego siebie, absolutna wolność sumienia. Dewizą WWP jest Wolność, równość, braterstwo.
Wielkimi Mistrzami WWP byli m.in. filozof Andrzej Nowicki, następnie były wicepremier i ambasador Polski w Wielkiej Brytanii Zbigniew Gertych, potem pisarz i krytyk literacki Piotr Kuncewicz. W listopadzie 2007 roku kolejnym Wielkim Mistrzem został Waldemar Gniadek, działacz opozycji antykomunistycznej w latach 80., następnie w 2011 roku Tomasz Szmagier, w 2015 roku Filip Bretom, w 2018 roku Marcin Stańczak, a od lipca 2021 roku do listopada 2022 godność tę piastował Krzysztof Lech, po czym zastąpił go Stephane Lesieur.
Z nurtem tym związane jest pismo "Wolnomularz Polski" i biuletyn Atena.
Wielki Wschód Polski jest stowarzyszeniem jawnym, zarejestrowanym pod numerem KRS 0000120900.

## Historia
Wielki Wschód Polski powołany został 26 lutego 1784 roku. Organizacja została rozwiązana w 1821 roku przez cara Rosji. Począwszy od 1910 roku, na ziemiach polskich powołane zostały pojedyncze loże Wielkiego Wschodu Francji. Odegrały one dużą rolę w polskim ruchu niepodległościowym, lecz rozpadły się ok. 1918 roku. Część braci z tych lóż wzięła udział w powołaniu Wielkiej Loży „Polacy Zjednoczeni”, przekształconej później w Wielką Lożę Narodową Polski, a pozostali kontynuowali działalność w nielicznych lożach pod patronatem Wielkiego Wschodu Francji. Niemniej w okresie 20-lecia międzywojennego rozwinął się tylko rzeczony nurt narodowy wolnomularstwa oraz mieszany. 22 listopada 1938 roku prezydent RP Ignacy Mościcki dekretem rozwiązuje loże masońskie. Wielki Wschód ponownie na dobre pojawił się dopiero w 1991 roku. Odrodził się w związku z ponownym zapaleniem świateł wolnomularskich po przedwojennym dekrecie rozwiązującym organizacje wolnomularskie i ich niebycie w okresie Polskiej Rzeczypospolitej Ludowej, kiedy została zainstalowana loża „Wolność Przywrócona” (26 kwietnia). Nazwa podkreślała moment dziejowy Polski. Pierwsze inicjacje na poczet przyszłej loży miały miejsce 1 grudnia 1990 roku w pałacyku w parku łazienkowskim przy pomocy braci z paryskiej loży Victor Schœlcher (GOdF). Przed wojną, w latach 1920–1938, istniała loża pod tą nazwą, lecz działała ona pod auspicjami Wielkiej Loży Narodowej Polski i skupiała głównie ludzi nauki i pióra. Należeli do niej wówczas m.in. Gabriel Narutowicz, prof. Jan Mazurkiewicz, prof. Mieczysław Michałowicz, prof. Janusz Groszkowski (powojenny prezes PAN).
Niezależnie, działająca jeszcze jako warsztat prowizoryczny, loża „l'Esperance” („Nadzieja”), zał. 24 listopada 1990 r. na Wsch. Lille, została przeniesiona do Polski i zainstalowana w 1991 roku na Wsch. Warszawy. Z loży „Nadzieja” zrodziły się w kolejnych latach loża „Jedność” na Wschodzie Katowic (1992) oraz loża „Tolerancja” na Wsch. Mikołowa (1994). Te trzy loże pracowały w Rycie Szkockim Rektyfikowanym.
Z kolei z loży „Wolność Przywrócona” zrodziły się loże „Trzej Bracia” (21 maja 1993) oraz „Europa” (11 marca 1994). Obie na Wschodzie Warszawy. Loże wywodzące się z „Wolności Przywróconej” praktykują ryt francuski.
Na początku lat 90. XX w. loże liberalne w Polsce funkcjonowały w ramach Wielkiego Wschodu Francji. Z czasem się uniezależniły w obediencji Wielkiego Wschodu Polski, który został powołany w 1997 r. Uroczystość wniesienia Świateł Wolnomularstwa do WWP miała miejsce 12 lipca 1997 r. Niezależna odtąd obediencja WWP, skupiała wówczas sześć lóż podległych wcześniej Wielkiemu Wschodowi Francji: cztery w Warszawie, jedną w Katowicach i jedną w Mikołowie. WWP został zarejestrowany jako stowarzyszenie w warszawskim sądzie wojewódzkim 14 listopada 1997 r.
W 2008 roku jako piąty Wielki Wschód na świecie dopuścił powstawanie w ramach swojej organizacji lóż żeńskich i mieszanych.

## Loże WWP
1. Wolność Przywrócona – Warszawa, Ryt Francuski[5]
2. Galileusz – Bydgoszcz, Ryt Szkocki Dawny i Uznany[6]
3. Moria – Ryga (Łotwa), Ryt Szkocki Dawny i Uznany[7]
4. Cezary Leżeński – Warszawa, Ryt Szkocki Dawny i Uznany[8]
5. Witelon – Warszawa (cała Polska, korespondencyjnie)[9], Ryt Szkocki Dawny i Uznany[10]
6. Atanor – Warszawa, Ryt Szkocki Dawny i Uznany[11]
7. Abraxas pod Światłem Syriusza – Warszawa i Poznań[12], Ryt Memphis-Misraim[13]
8. Universe – Warszawa, pracuje w języku angielskim. Ryt Francuski oraz Ryt Szkocki Dawny i Uznany[14]
9. Astrolabium – Kraków, Ryt Szkocki Dawny i Uznany
10. Synergia – Europa, pracuje w języku angielskim. Ryt Francuski oraz Ryt Szkocki Dawny i Uznany[15]
11. Pod Sokołem i Sową – Poznań, Ryt Szkocki Dawny i Uznany[16]
12. Wolni Oracze- Lublin, Ryt Szkocki Dawny i Uznany
13. Trzy Cyrkle – Szczecin, Ryt Szkocki Dawny i Uznany[17][18]
14. Fosforos – Wrocław, Ryt Szkocki Dawny i Uznany[19]

## Trójkąty WWP
Istnieją także tzw. trójkąty masońskie, które po jakimś czasie przekształcają się w loże.

## Wielcy Mistrzowie
- Andrzej Nowicki (1997–2001)
- Zbigniew Gertych (2001–2004)
- Piotr Kuncewicz (2004–2007)
- Waldemar Gniadek (2007–2011)
- Tomasz Szmagier /ps. Selim Wasylkiewicz/[21] (2011–2015)
- Filip Bretom (2015–2018)
- Marcin Stańczak (2018-2021)
- Krzysztof Lech (2021-2022)[22]
- Stephane Lesieur[23] (2022-)[24]

## Wielki Wschód Polski na arenie międzynarodowej
W przestrzeni międzynarodowej Wielki Wschód Polski współpracuje, na podstawie podpisanych wzajemnych umów o przyjaźni i współpracy, z następującymi organizacjami i Zakonami:
1. Wielki Wschód Francji
2. Wielki Wschód Szwajcarii
3. Wielka Loża Włoch
4. Wielki Wschód Rumunii
5. Wielki Wschód Irlandii
6. Wielka Loża Lemuria - Mauritius
7. Tradycyjny Zakon Masoński - Mauritius
8. Wielki Wschód Słowenii
9. Delphi – Wielka Loża Mieszana Grecji
10. Wielki Wschód Belgii
11. Wielka Loża Narodowa Chorwacji
12. Wielka Loża Żeńska Francji
13. Wielka Loża Symboliczna Hiszpanii
14. Wielki Wschód Bułgarii
15. Wielki Wschód Austrii[26]
16. Wielki Wschód Estonii[26]
17. Wielka Żeńska Loża Portugalii[27]
18. Wielka Niezależna i Suwerenna Loża Zjednoczonych Rytów[28]
19. Międzynarodowa Mieszana Wielka Loża Masońska LIBERTAS[29]
20. Wielka Loża Kultur i Duchowości[30]

Wielki Wschód Polski obecny jest również w stowarzyszeniach międzynarodowych:
1. Europejski Sojusz Wolnomularski (współzałożenie)
2. Stowarzyszenia Obediencji Adogmatycznych Europy Środkowo-Wschodniej
3. Uniwersalna Liga Masońska